# Проспект Большевиков (станция метро)
«Проспе́кт Большевико́в» — станция Петербургского метрополитена. Расположена на Лахтинско-Правобережной линии между станциями «Ладожская» и «Улица Дыбенко». Станция открыта 30 декабря 1985 года в составе участка «Площадь Александра Невского-2» — «Проспект Большевиков». 

## Название
На стадии проекта станция носила имя «Улица Коллонтай».
В 2007 году топонимическая комиссия приняла решение о переименовании станции из «Проспект Большевиков» в станцию «Оккервиль», однако это решение было отменено губернатором Санкт-Петербурга.

## Наземные сооружения
Павильон станции располагается в месте соединения проспекта Большевиков, проспекта Пятилеток, Российского проспекта и улицы Коллонтай. Выполнен по проекту архитекторов В. Г. Хильченко, К. Г. Леонтьевой и инженера Т. Б. Михальковой (институт «Ленметрогипротранс»).
Представляет собой круглое в плане двухэтажное здание; имеет застеклённую лоджию для прохода на первом этаже и кольцевую галерею — на втором. Венчает здание световой фонарь, поднятый над перекрытием, выполненным в виде складчатого железобетонного купола. Весной и в конце лета в течение нескольких минут солнечный свет проникает по наклонному ходу и освещает платформу. Отделка наружных стен сааремским доломитом светлого оттенка хорошо сочетается с витражными плоскостями, обрамлёнными анодированным алюминием.
Вход в вестибюль и заглублённый до отметки 3,3 метра кассово-эскалаторный зал соединяют два марша лестниц. Кассовый зал облицован газганским мрамором светло-коричневого тона и перекрыт ребристой конструкцией, создающей эффект парящего в воздухе купола. По его нижнему кольцу установлены светильники. Служебно-бытовые помещения для персонала располагаются в пределах общего объёма сооружения, занимая в основном второй его этаж.

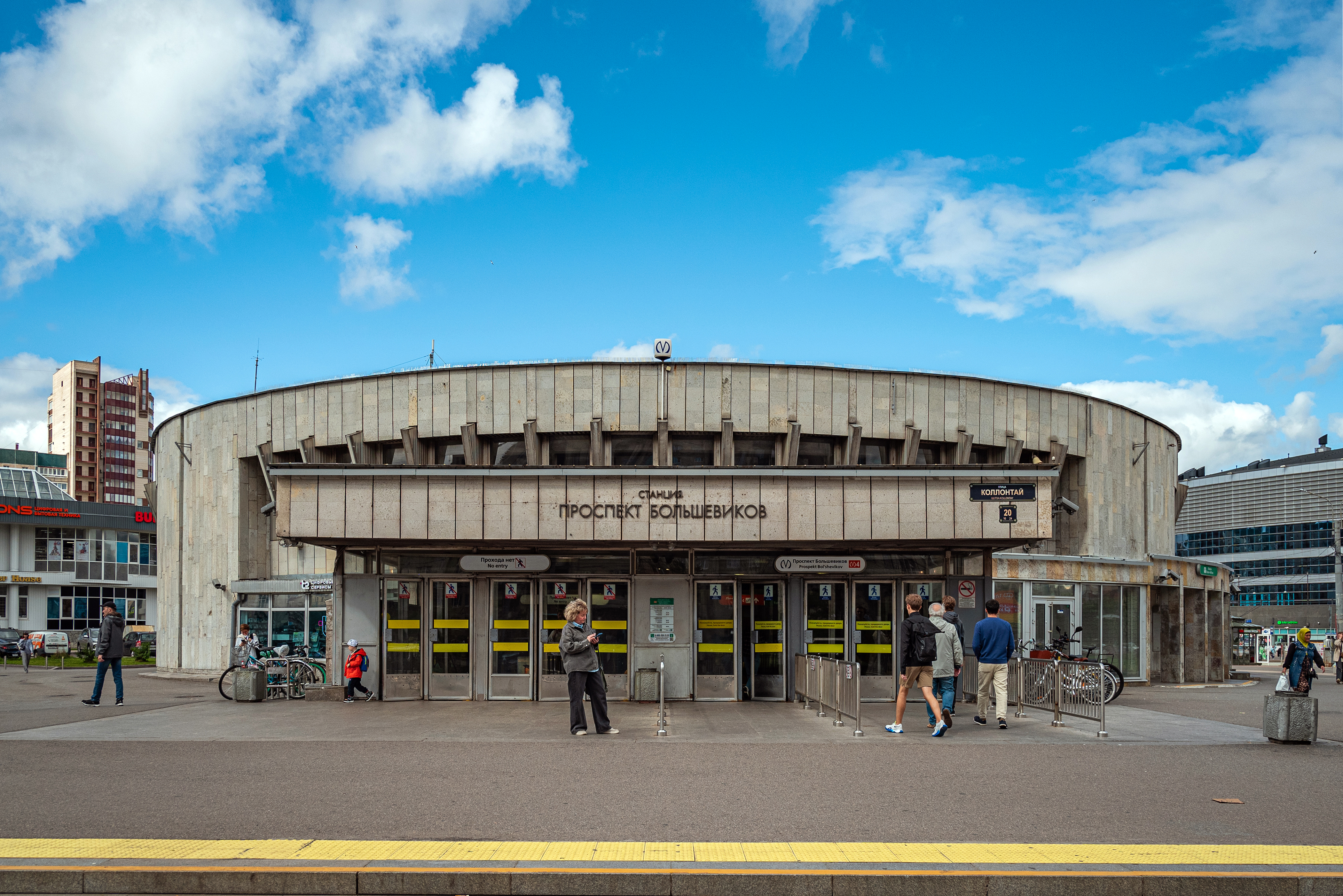
Павильон
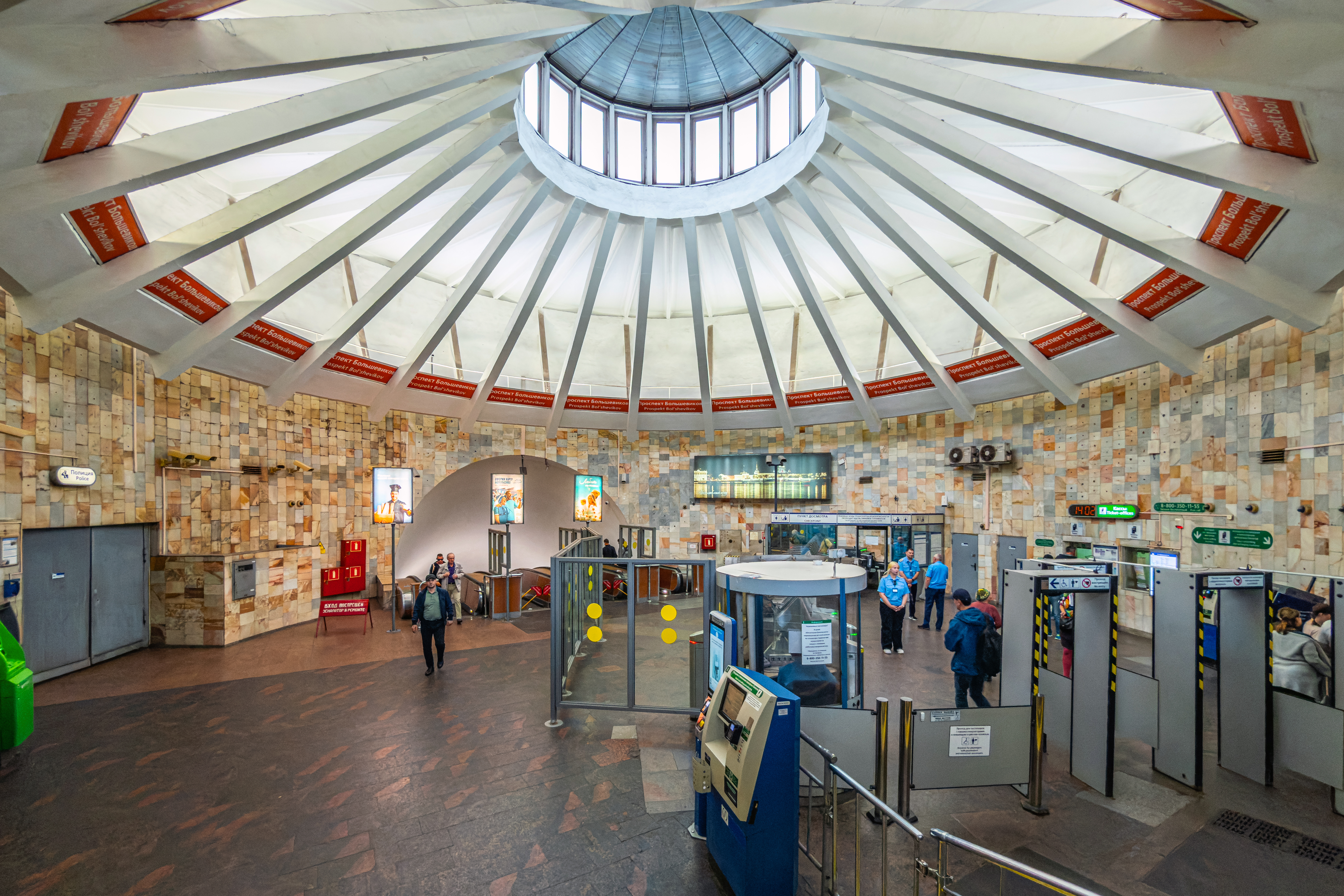
Вестибюль

## Подземные сооружения
«Проспект Большевиков» — односводчатая станция глубокого заложения (глубина ≈ 68 м). Сооружена по проекту архитекторов Ю. В. Еечко, Р. Ш. Розенталя и инженера Е. В. Голубева (мастерская № 5 ЛенНИИпроекта). До открытия станции «Горный институт» была наиболее глубокой на линии.
Тема художественного оформления станции — «Партия — вдохновляющая и организующая сила нашего общества». Основная смысловая нагрузка отведена приёму освещения всего пространства. Большепролётный зал станции покрыт не единым зонтом, а набран из трёх. Данное конструктивное решение на станциях подобного типа было применено впервые и впоследствии было применено только один раз — на станции «Динамо» Екатеринбургского метрополитена. Боковые своды как бы нависают в виде козырьков с двух сторон над путевыми зонами. Средний свод возвышается над боковыми и подсвечен мощными светильниками, размещёнными в сопряжениях зонтов, создавая ощущение воздушности.

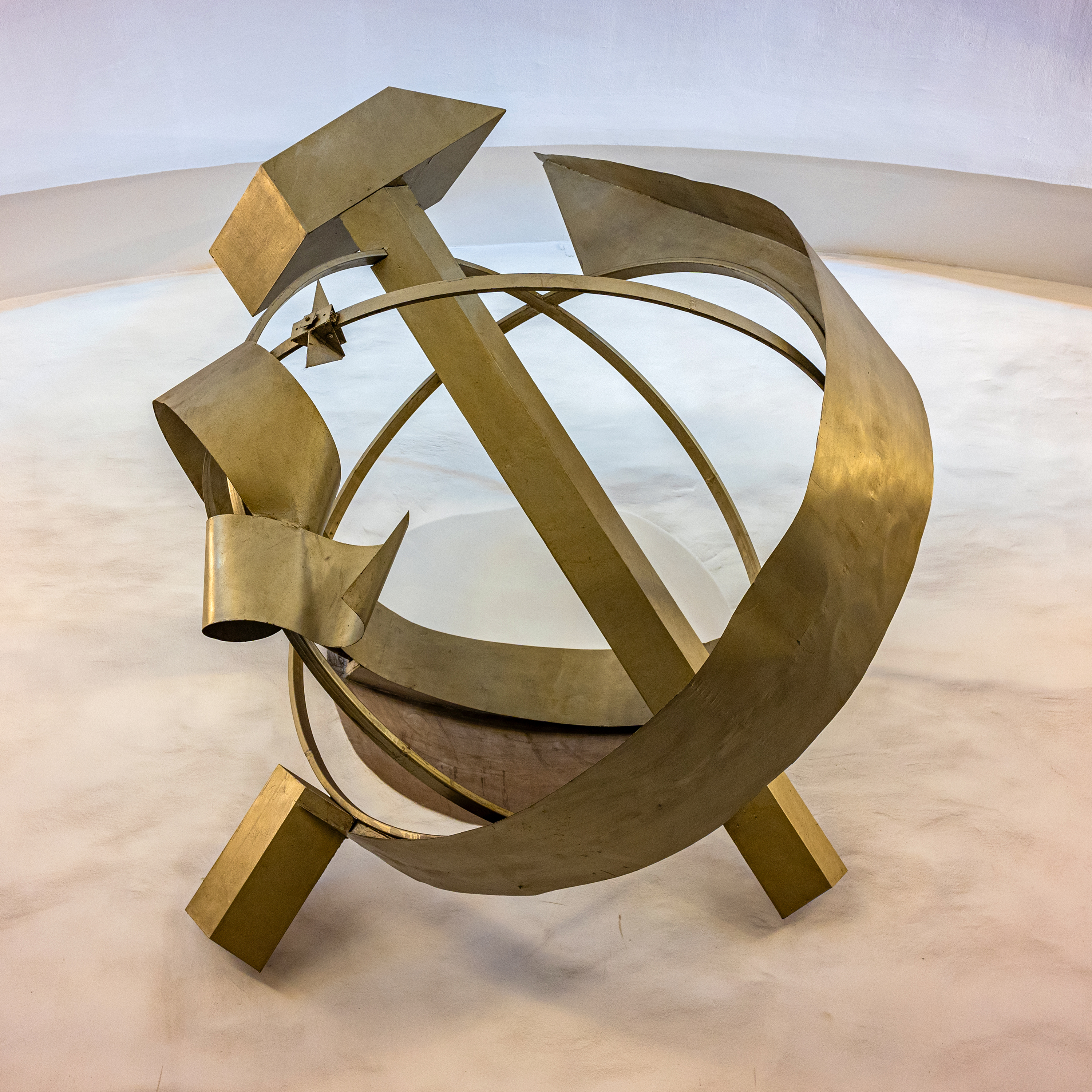
Серп и молот

Перронный зал оформлен светло-серым камнем. На путевых стенах — красная гранитная полоса, пол выложен серыми и красными гранитными плитами. На торцевой стене подземного зала установлена объёмная композиция «Серп и молот».
В 2006 году освещение было заменено на натриевое.
Наклонный ход, содержащий четыре эскалатора, расположен в южном торце станции. К эскалаторам ведёт широкая лестница, сделанная аналогично таким же на станциях «Чёрная речка» и «Пионерская». В ноябре 2024 года была произведена замена светильников наклонного хода со «световых столбиков» на «факелы».

## Проект реконструкции
В декабре 2007 года стали известны планы о постройке нового пятиэтажного комплекса на базе вестибюля метро. Студия «Intercollomnium» предложила архитектурную концепцию с транзитными пешеходными зонами над проезжей частью, торговыми площадями, двухэтажной перехватывающей парковкой и двумя бизнес-центрами класса «B». Реализация планировалась на 2009 год; закончиться стройка должна была в 2011 году. Эти планы не сбылись.

## Путевое развитие
Южнее станции находился пошёрстный съезд (он был экстренно сооружён из-за неготовности станции «Улица Дыбенко»). После продления линии он был разобран.
Съезд был сооружён на значительном удалении от станции (примерно через 500 метров) из-за уклонов.

## Наземный городской транспорт

#### Городские автобусы
| №         | Пересадки | Конечный пункт 1      | Конечный пункт 2               |
| --------- | --- | --------------------- | ------------------------------ |
| 12        | Ломоносовская Международная Электросила | Проспект Солидарности | Рощинская улица                |
| 102       | Академическая Ручьи Пискарёвка | Проспект Культуры     | Проспект Большевиков           |
| 118       | Ломоносовская | улица Коллонтай, 47   | проспект Александровской Фермы |
| 140       | Улица Дыбенко Ломоносовская | улица Коллонтай, 47   | Сортировочная                  |
| 161       | - | Проспект Солидарности | улица Джона Рида               |
| 164       | - | Проспект Солидарности | Ржевка                         |
| 169       | - | Проспект Большевиков  | Хасанская улица                |
| 191       | Улица Дыбенко Новочеркасская Площадь Александра Невского Московский вокзал Площадь Восстания Маяковская Гостиный Двор Невский Проспект Адмиралтейская Спортивная Чкаловская | к/ст «Река Оккервиль» | Петроградская                  |
| 209       | | Проспект Солидарности | Союзный Проспект               |
| 255А 255Б | Улица Дыбенко | Проспект Большевиков  | Проспект Большевиков           |
| 264       | Улица Дыбенко Ломоносовская Елизаровская | Пискарёвка            | Большой Смоленский проспект    |
| 288       | Проспект Славы Ломоносовская Улица Дыбенко | Купчино               | Улица Маршала Тухачевского     |

#### Троллейбусы
| №  | Пересадки      | Конечный пункт 1      | Конечный пункт 2                  |
| -- | -------------- | --------------------- | --------------------------------- |
| 33 | Новочеркасская | Проспект Солидарности | Чернышевская                      |
| 43 | Улица Дыбенко  | к/ст «Река Оккервиль» | Площадь Ленина Финляндский вокзал |

#### Трамваи
| №  | Пересадки                                  | Конечный пункт 1      | Конечный пункт 2      |
| -- | ------------------------------------------ | --------------------- | --------------------- |
| А  | Улица Дыбенко                              | к/ст «Река Оккервиль» | к/ст «Река Оккервиль» |
| 10 | Новочеркасская                             | улица Передовиков     | проспект Солидарности |
| 27 | Ломоносовская Пролетарская                 | к/ст «Река Оккервиль» | Рыбацкое              |
| 65 | Новочеркасская Площадь Александра Невского | к/ст «Река Оккервиль» | Невский завод         |

#### Пригородные автобусы
| №            | Пересадки           | Конечный пункт 1     | Конечный пункт 2                                          |
| ------------ | ------------------- | -------------------- | --------------------------------------------------------- |
| К-801 К-801А | Улица Дыбенко (801) | Проспект Большевиков | Дубровка, Ленинградская улица Янино-1, Ясная улица (801А) |